# Bahnhof Draugystė
Der Bahnhof Draugystė (litauisch Draugystės geležinkelio stotis) ist einer der Güterbahnhöfe der litauischen Eisenbahngesellschaft Lietuvos geležinkeliai in der Seehafenstadt Klaipėda (deutsch Memel). Er dient dem internationalen Güterverkehr. Hier kommen die Shuttle-Containerzüge  „Vikingas“, „Merkurijus“, „Saulė“ und andere an.

## Geschichte
Der Bahnhof wurde 1986 für die Fährverbindung Mukran–Klaipėda eröffnet. 2006 bereitete die deutsche Firma EPG Eisenbahn- und Bauplanungsgesellschaft GmbH (Erfurt) eine Studie zur möglichen Erneuerung vor. Von 2010 bis zum Juni 2013 wurde der Bahnhof erneuert. Eine zusätzlich Ausfahrt in Richtung Pagėgiai (Bezirk Tauragė) wurde eingerichtet. Dadurch können jetzt längere Züge bedient werden. Sie dürfen ein Ladungsgewicht von 6.000 Tonnen haben. Die Umschlagskapazität des Bahnhofs wurde von 7 Millionen auf bis zu 15 Millionen Tonnen Fracht pro Jahr erhöht.